# Wilhelm Laslop
Wilhelm Laslop (* 3. Oktober 1948 in Günstedt) ist ein ehemaliger deutscher Fußballspieler, der zwischen 1969 und 1977 für den FC Vorwärts Berlin und den FC Rot-Weiß Erfurt in der DDR-Oberliga, der höchsten Spielklasse im DDR-Fußball, aktiv war.

## Sportliche Laufbahn
Über die Betriebssportgemeinschaft (BSG) Traktor in seiner Thüringer Heimatgemeinde Günstedt und die BSG Motor Sömmerda kam Wilhelm Laslop zum FC Rot-Weiß Erfurt. 1966 wurde er in den Kader der DDR-Juniorennationalmannschaft aufgenommen, mit der er einige Testspiele bestritt. 1967 wurde er mit den Junioren des FC Rot-Weiß DDR-Juniorenmeister.
Nach einer kurzen Zwischenstation bei der Armeesportgemeinschaft in Eberswalde wurde Laslop nach Beendigung der Saison 1967/68 zum Zentralclub der Armeesportvereinigung Vorwärts, dem FC Vorwärts Berlin, delegiert. Dieser setzte Laslop zunächst 1968/69 in der in der drittklassigen Bezirksliga spielenden 2. Mannschaft ein. Mit ihr stieg er am Saisonende in die DDR-Liga auf. Obwohl zur Saison 1969/70 für die 2. Mannschaft nominiert, bestritt er dort nur neun Punktspiele, wurde aber in 17 Oberligaspielen sowie in zwei Europapokalspielen eingesetzt. Dabei profitierte er vom langen Ausfall des Standardstürmers Rainer Nachtigall. Im Endspiel um den DDR-Fußballpokal 1969/70, das der FC Vorwärts mit 4:2 über den 1. FC Lokomotive Leipzig gewann, war Laslop nicht aufgeboten worden.
Zur Spielzeit 1970/71 wechselte Laslop zum Oberligisten FC Rot-Weiß Erfurt. Er bestritt jedoch nur sechs Oberligaspiele in der Hinrunde, stand aber nur zweimal als Stürmer in der Startelf. Den Rest der Saison spielte er mit Rot-Weiß II in der Bezirksliga. Die 1. Mannschaft stieg am Saisonende ab und verbrachte die Spielzeit 1971/72 in der DDR-Liga. Dort erkämpfte sich Laslop als Abwehrspieler einen Stammplatz, als er von den 22 Punktspielen 20 Partien absolvierte und zu sechs Torerfolgen kam. Obwohl er in den Aufstiegsspielen nicht eingesetzt wurde, hatte er mit seinen Einsätzen einen erheblichen Anteil am sofortigen Wiederaufstieg der Erfurter. In den nächsten beiden Oberligaspielzeiten konnte Laslop seinen Stammplatz in der Abwehr behaupten, er verpasste lediglich fünf Punktspiele.
In der Saison 1974/75 fiel er wieder aus der Stammbesetzung heraus. Er kam nur in der Rückrunde zweimal als Einwechselspieler zum Einsatz, daneben absolvierte er sieben DDR-Liga-Spiele mit der 2. Mannschaft. Auch danach fand er nicht mehr richtig den Anschluss, sowohl 1975/76 als auch 1976/77 wurde er jeweils unregelmäßig in 13 Oberligaspielen aufgeboten. Mit Beginn der Saison 1977/78 kehrte Laslop nach Sömmerda zurück, wo seine ehemalige BSG inzwischen als Zentronik später als Robotron Sömmerda antrat. Zwei Spielzeiten lang spielte er mit Sömmerda in der DDR-Liga, wobei er nur zwei Punktspiele versäumte neun bzw. zwei Tore erzielte.
Zwischen 1979 und 1983 musste er nach Abstieg mit der BSG Robotron in der Bezirksliga spielen. 1983 stieg die Mannschaft wieder in die DDR-Liga, und Laslop war dort mit 20 Punktspielteilnahmen immer noch Stammspieler. Am Beginn der Spielzeit 1984/85 war er bereits 35 Jahre alt. Nach einer Ligenreform mussten 34 Spiele ausgetragen werden, von denen Laslop elf Partien bestritt. Da Robotron Sömmerda danach erneut abstieg, beendete Wilhelm Laslop im Sommer 1985 seine Laufbahn als Leistungsfußballer. In seinen zwölf Spielzeiten im höherklassigen Fußball war er auf 98 Oberligaspiele mit drei Toren und 105 DDR-Ligaspiele mit 23 Toren gekommen.